# Fu Pao-š’
Fu Pao-š’ (傅抱石, pchin-jinem Fù Bàoshí, 5. října 1904 Sin-jü – 29. září 1965 Nanking) byl čínský malíř, na Západě přezdívaný „čínský Van Gogh“.
Pocházel z chudých poměrů a v mládí mu zemřel otec. V letech 1933 až 1935 studoval malbu v Tokiu a japonské kulturní podněty pak přenášel do čínského umění. V 50. a 60. letech cestoval za náměty pro své obrazy i do Rumunska a Československa. Na jeho předčasné smrti se podílel alkoholismus.